# STAR☆MUSIC☆SUNDAY
「STAR☆MUSIC☆SUNDAY」（スター☆ミュージック☆サンデー）は、朝日放送ラジオ（ABCラジオ）で2013年1月6日から放送中の音楽番組。通称「ほしおん」。

## 番組概要
「完全熱唱系音楽番組」というキャッチフレーズで、2012年1月から12月まで毎週土曜日・日曜日の21時台に朝日放送（当時）で放送されていた『しもぐち☆雅充の今夜は歌わナイト』の後継番組。同番組に続いてしもぐち☆雅充（関西を中心に活動するDJ・ミュージシャン）が1人でパーソナリティを務めることから、番組タイトルには彼の芸名および愛称にちなんで「☆（スター）」を入れている。
当番組のキャッチフレーズは、「やっぱり完全熱唱系の音楽エンターテイメントバラエティー番組」オンエア上では「完全熱唱系一話完結型プログラムっ!」と語っている。リスナーのメインターゲットを30代・40代に定めながら、邦楽・洋楽を問わずリスナーから楽曲のリクエストを幅広く受け付ける。放送中には、リクエスト曲を含めて、ある共通のテーマ（「歌詞に同じ言葉が入っている」「歌い手が同じ」など）に沿った複数の楽曲を立て続けに流すことが多い。
また、しもぐちがスポーツの話題を語る「ほしおん☆スポーツ」、リスナーからのリクエストを基にある1曲をフルコーラスで“熱唱”する「昼でも歌わナイト」、リスナーが参加できる「ほしおん☆クイズ」などのコーナーも放送。前番組『日曜さくらい倶楽部』の放送枠をそのまま引き継いだことから、「ABC朝日ニュース（2013年4月以降はABCニュース）」「ABC天気予報」「ABC交通情報」も内包している。「ABC交通情報」では、（緊急時を除いて）しもぐちが当日のメッセージテーマについて日本道路交通情報センターの担当者と短めのトークを展開している。朝日放送ラジオの生ワイド番組としては同じ日曜に放送された『Cheers!』でも交通情報センターとのフリートークがあった。
番組開始当初は『日曜さくらい倶楽部』時代に続いて15時台に「中央競馬実況中継『THE KEIBA』」を放送していた。しかし朝日放送（当時）が2013年3月で競馬中継から完全に撤退したことを機に、競馬中継枠を他のコーナーに充てている。ちなみにエンディングには必ず（短縮版であっても）リリィ喜代口&ホセ雅口（しもぐちと谷口キヨコによるユニット）の楽曲「ハッピーエンド」を流し、「吸い込まれる」を別れの挨拶としている。
2013年4月7日からは放送枠を13:00 - 17:00、1年後の2014年4月6日からは12:30 - 17:00に拡大するも、2016年10月2日から12時台後半に新番組が組まれたため、同日から13:00開始に戻された。2019年1月6日から3月31日までは16時台に「田口淳之介の電波工作」を放送したため、この期間のみ16:00までに短縮された。プロ野球シーズン中に阪神タイガースのデーゲームを『ABCフレッシュアップベースボール』シリーズで中継する場合には、原則として試合開始予定時刻の5分前まで（14:00試合開始、13:55まで放送のパターンが多い）同中継の前座番組扱いで短縮版（しもぐちはこれを「濃縮バージョン」と称している）を編成する。また、中継が17:00までに終了した場合や、中継予定のカードが中止になった場合には『ABCフレッシュアップベースボール』のスタジオバージョン扱いの「ABCフレッシュアップベースボール ほしおんedition」と題して放送。この場合には、同中継日曜日のスタジオ担当（2013年度：中倉真梨子、2014年度 - 2016年度：白ヶ澤香織、2017年度 - ：タケモトコウジ）も出演する。13:00から試合を開始する場合がある時は、12:30からの放送だった2014年度 - 2016年度は「超濃縮ヴァージョン」としてまず30分放送されたのち、野球中継を送り、試合が17時までに終わった場合には、更にスタジオバージョン扱いで放送を再開する場合もあるため、この場合は事実上野球中継をフロート番組の扱いで内包するパターンとなっていたが、2017年度からは13:00開始に戻ったため、体裁上は2013年度までの形式（編成上休止。試合が早く終了した場合は「ほしおんedition」として放送。ただしマツダスタジアムでの広島主催試合の日曜日のデーゲームは原則13:30開始のため、現在でもこの場合は超凝縮版やフロート扱いなる日がある ）に戻った。2016年1月24日にはラグビートップリーグの「LIXIL CUP」決勝戦生中継がフロート番組扱いで放送された。このフロート番組の体で放送する場合、スポーツ中継終了後のパートは「ほしおんおかわり」と称している。
なお、2024年からの日曜デーゲームのうち、従来の広島カープ主管に加え、中日ドラゴンズ主管の開催分も13時30分開始が基本となるため、これらと、ヤクルトスワローズ主管の阪神戦のうち4月7日と6月30日の試合も13時30分開始となっていることからこのようなフロート番組形式となるパターンが増える（ただし2024年の広島主管の阪神戦はすべてナイター〈そのうち8月23-25日は週末開催であるが避暑対策でナイターとなっている〉であるため該当がない）。
なお8月中旬は「全国高等学校野球選手権大会」が行われ、朝日放送ラジオでは日中にその試合中継を実施するため、雨天中止である場合を含め放送休止となる。雨天中止時には別番組の「サマースペシャル」を10時から（途中別番組を挟み）17時まで放送する。
正月の場合は1月2日・1月3日に文化放送製作「新春スポーツスペシャル 東京箱根間往復大学駅伝競走実況中継」を放送するために、放送時間の短縮が生じるが、番組初となる1月1日と重なる2017年は午後の当該時間帯の定時番組は別番組を放送するためレギュラー放送は休止となった。その代わりとして、9:45 - 12:00に『スター☆紗綾の2017 新春・結構コケッコー』（パートナー・桂紗綾）として放送された。2020年1月1日（水曜日）は「2020新春スーパーワイド」第2部（10:00 - 13:30）として『STAR☆MUSIC☆SUNDAY 新春スペシャル』を放送した。
2024年3月31日には、朝日放送ラジオが「巨人対阪神」（東京ドームで14:00から組まれていたデーゲーム）を自社制作で13:55から中継することに伴って、当番組の「濃縮バージョン」を13:55まで放送した。この時点では当番組が2024年の4月以降もレギュラーで放送を続けることが既に決まっていたが、当日に一部の新聞（『朝日新聞』など）で掲載されたラジオ番組表では、当番組のタイトルに（最終回であることを示す）「終」の字が誤って記されていた。誤記に至った経緯や原因は不明だが、朝日放送ラジオではこの事態を受けて、当番組を翌週（4月7日）以降も放送することをSNSや「濃縮バージョン」の生放送で案内している。

## 放送時間
いずれも毎週日曜日。以下では基本の放送枠を記載。
- 2013年1月6日 - 3月31日：13:30 - 16:30
- 2013年4月7日 - 2014年3月30日：13:00 - 17:00
- 2014年4月6日 - 2016年9月25日：12:30 - 17:00
- 2016年10月2日 - 2018年12月30日：13:00 - 17:00
- 2019年1月6日 - 3月31日：13:00 - 16:00
- 2019年4月7日 - 2022年12月25日：13:00 - 17:00
- 2023年1月8日 -：13:00 - 15:45、16:00 - 17:00
  - 2023年に入ってからは、15:45からの15分間を、通販番組『納得！お得！ラジオショッピング』の放送に充てるため、放送時間が15分短縮された。
  - 同様の措置は、土曜の同時間に放送される『感度良好!中野涼子です』でもとられている。

## ディスクジョッキー(DJ)
- しもぐち☆雅充
  - しもぐち不在の場合は10・11時台の『磯部・柴田の日曜のびのび大放送』（2018年3月終了）に続いて柴田博（朝日放送〈現：朝日放送テレビ〉アナウンサー）が代役を務めたことがある（2015年7月5日放送分など）。
  - 2018年7月15日（オールスターゲーム予備日）は、しもぐちが「岩ガキROCK×「海の京都」を食いつくせ!フェスタ2018」への出演のため、『Cheers!』からたつをと小塚舞子が代役を務める予定（14 - 16時台は「ほしおんedition」ならぬ「Cheers! edition」に）だったが、同イベントが平成30年7月豪雨の災害復旧に集中するため中止となったことから、しもぐちは当番組に通常通り出演した。
  - 2020年度まではタイガース戦中止時、2021年度からはタイガース戦の有無にかかわらず、フレッシュアップベースボールの日曜日デーゲームのスタジオMCとして参加し、イニング間の番組協賛各社の提供クレジット読みや、プレゼントなどの告知、試合終了後の時間調整や、雨天中止時のスタジオバージョンの進行を担当する。

## コーナー
◎：短縮版でも放送

- 昼でも歌わナイト◎
  - しもぐちがギターを演奏しながら、放送中にある1曲をフルコーラスで熱唱。熱唱後には、当日の歌いっぷりに対するリスナーからの（100点満点による）採点メールを受付・紹介する。
  - 毎月第1週は邦楽、第2週は演歌、第3週は洋楽からしもぐちが選曲。最終週の放送のみ、リスナーのリクエスト曲から1曲を熱唱する。
- ほしおん☆QUIZ→クイズ森本レオ◎
  - リスナーが放送中に電子メールで参加できるクイズで、しもぐちが読み上げるある曲の歌詞の一部から、その曲のタイトルを当てさせる。しもぐちがクイズの難易度を5段階で設定・紹介することが特徴。なお、リスナーからの応募を受け付ける間には、共通のテーマに沿って番組サイドが選んだ3曲を立て続けに放送する。
  - 2019年からは「クイズ森本レオ」にリニューアル。上記の趣旨は変わらないものの、しもぐちが出題の際に、森本レオのナレーションを誇張した口調で歌詞を読み上げるようになった。
  - 正解者の中から抽選で1人に「緑のステッカー」がプレゼントされる。
  - 締め切り時間になっても正解者がいない場合、誇張を弱めてもう一度出題される。
- 3曲まとめてリクエスト
  - リスナーからのリクエスト曲から、ある共通のテーマに沿った3曲を立て続けに流す。短縮版でも、「ほしおん☆QUIZ」→「クイズ森本レオ」の代わりに放送することがある。
- ほしおん☆スポーツ
  - リスナーから投稿されたこの一週間のスポーツニュースに関する川柳を読み上げる。
- PICK UP
  - ある1人（または1組）のアーティストをテーマに、そのアーティストの楽曲を2曲流す。放送日（または直近）に誕生日を迎えるアーティストを取り上げることが多い。
- ほしおん☆メモリー
  - しもぐちにとって思い入れの深い1曲を、エピソードと共に紹介する。
- ゲストコーナー（随時）
  - 野球中継の有無に関係なく1組程度、野球のない場合（雨天中止時の『フレッシュアップベースボール』バージョンの場合は除く）には2組程度が生ゲストとして登場する場合もあるほか、メッセージゲスト（事前収録のコメント）が登場する場合もある。生ゲストである場合には、そのミュージシャンとしもぐちによるスタジオライブを行うことも多い。

## ノベルティ
- ステッカー（色が二種類ある）